# Majed Abdullah
Majed Ahmed Abdullah Al-Mohammed (in arabo ماجد أحمد عبد الله‎?; Gedda, 11 gennaio 1959) è un ex calciatore saudita, di ruolo attaccante.
Con 71 gol realizzati in 139 partite disputate, è il miglior marcatore della nazionale saudita con la quale si laurea campione d'Asia nel 1984 e nel 1988. Con 190 reti è anche il capocannoniere assoluto della Saudi Professional League.
Attualmente è membro del Football Committee della FIFA.

## Carriera

### Club
Abdullah ha iniziato a giocare nelle giovanili dell'Al-Nassr, in cui è rimasto per due anni. Nel 1977 è passato in prima squadra e ha legato tutta la sua carriera professionistica all'Al-Nassr, fino al ritiro avvenuto nel 1998, alle soglie dei 40 anni d'età.
Abdullah ha esordito contro l'Al-Shabab il 22 gennaio 1977 e ha segnato il primo gol contro l'Al-Wahda il 19 marzo 1977. Ha iniziato quella stagione, prima tra i professionisti, come riserva, ma l'infortunio del titolare Mohammed Saad Al-Abdali gli ha dato la possibilità, a 17 anni, di disputare dal primo minuto le ultime 4 partite della stagione, nelle quali ha realizzato altrettante reti.
Nelle 21 stagioni con l'Al-Nassr ha segnato 324 gol.

### Nazionale
Con la nazionale dell'Arabia Saudita Abdullah ha esordito nel 1978 in un'amichevole non ufficiale contro il Benfica, segnando 2 gol. La prima partita ufficiale disputata è stata la gara contro il Pakistan del 4 maggio 1978.
Con la nazionale saudita ha preso parte alla Coppa d'Asia nel 1984 e nel 1988, vincendo entrambe le edizioni, e ai Mondiali del 1994, dove ha disputato l'ultima partita in nazionale il 29 giugno 1994 contro il Belgio.
In totale Abdullah ha disputato 139 partite e segnato 67 reti in nazionale, che lo rendono il 4º giocatore per presenze e il 1º per numero di reti realizzate.

## Palmarès

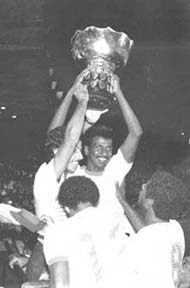
Majed Abdullah mentre solleva la Coppa d'Asia 1984

### Club

#### Competizioni nazionali
- Campionato saudita: 5

Al-Nassr: 1979-1980, 1980-1981, 1988-1989, 1993-1994, 1994-1995
- Coppa della Corona del Principe saudita: 4

Al-Nassr: 1980-1981, 1985-1986, 1986-1987, 1989-1990

#### Competizioni internazionali
- Coppa delle Coppe dell'AFC: 1

Al-Nassr: 1998

### Nazionale
- Coppa d'Asia: 2

1984, 1988

### Individuale
- Capocannoniere della Saudi Professional League: 6

1978-1979 (13 gol), 1979-1980 (17 gol), 1980-1981 (21 gol), 1982-1983 (14 gol), 1985-1986 (15 gol), 1988-1989 (19 gol)
- Capocannoniere della Coppa delle Nazioni del Golfo: 1

1982 (3 gol, a pari merito con Swayed, Zwayed e Khalifa)